# 사미즈다트
사미즈다트(러시아어: самиздат)는 сам (스스로) + издательство (출판)의 합성어로 소련의 영향 아래 있는 국가들에서 검열을 피해 공식적으로 금지된 문학 작품 등을 불법적으로 지하 출판한 행위 또는 그러하게 만들어진 출판물을 가리키는 말이다.

## 같이 보기
- 라이브러리 제네시스